# 聖里塔 (安通區)
聖里塔（西班牙語：Santa Rita），是巴拿馬的城鎮，位於該國中部，由科克萊省的安通區負責管轄，面積43.5平方公里，海拔高度150米，2010年人口2,562，人口密度每平方公里58.9人。